# Louis-Herman De Koninck
Pour les articles homonymes, voir Koninck.
Louis Herman De Koninck (31 mars 1896 à Saint-Gilles en Belgique - 21 octobre 1984 à Uccle en Belgique) est un architecte et designer belge. Il est un des principaux représentants de l’architecture rationnelle.

## Biographie
Il entre en 1911 à l’Académie royale des beaux-arts de Bruxelles. Diplômé, il axe ses recherches sur la normalisation industrielle et la préfabrication. Il fonde ses recherches sur une compréhension profonde l'architecture populaire, entre autres l'habitat agricole sur la côte belge. Ensuite, il a traduit petit à petit ces réflexions et observations dans des concepts d'architecture moderne singuliers par son utilisation de la lumière et de l'espace.
En 1924, il radicalise son architecture en construisant sa maison personnelle à Uccle: un simple cube sur deux étages. Celle-ci fut Vers 1928, il introduit la construction en voiles minces de béton, matériau qui sera le tremplin de sa démarche architecturale, centrée sur la rigueur formelle résultant de la seule logique constructive et l’économie. Sa période d’intense recherche se situe entre 1924 et 1938.
De 1927 à 1929, il travaille sur un nouveau type de meubles de cuisine sur base des recherches de Mlle Yvonne Trouard-Riolle sur la pénibilité du travail domestique. Ces recherches aboutiront à la présentation en 1930 à la cuisine CIAMB lors du troisième CIAM (Congrès International d'Architecture Moderne) à Bruxelles. Ces cuisines révolutionnaires seront commercialisés dès 1931 et durant plus de trente ans sous la marque « Cubex ».
De 1940 à 1974, il enseigne à La Cambre, École nationale supérieure d’architecture et des arts visuels de Bruxelles.

## Recherche
- 1917 : premiers éléments préfabriqués en pierre artificielle ;
- 1919 : système de constructions préfabriquées, légères, démontables ;
- 1921 : système d’habitations préfabriquées économiques; teste la normalisation de portiques en béton pour la construction de hangars ;
- 1925 : brique de verre à réfraction normalisée ;
- 1930 : prototype métallique d’habitation minimum; cuisine standard industrialisée ;
- 1939 : jeu d’éléments modulaires en bois (système Metrikos); projet de construction modulée en bois (S.A. Tecta) ;
- 1945 : bungalow à ossature démontable entièrement préfabriqué en acier, incluant le mobilier; prototype d’habitation de transition; système de préfabrication pour le montage rapide de maisons unifamiliales.

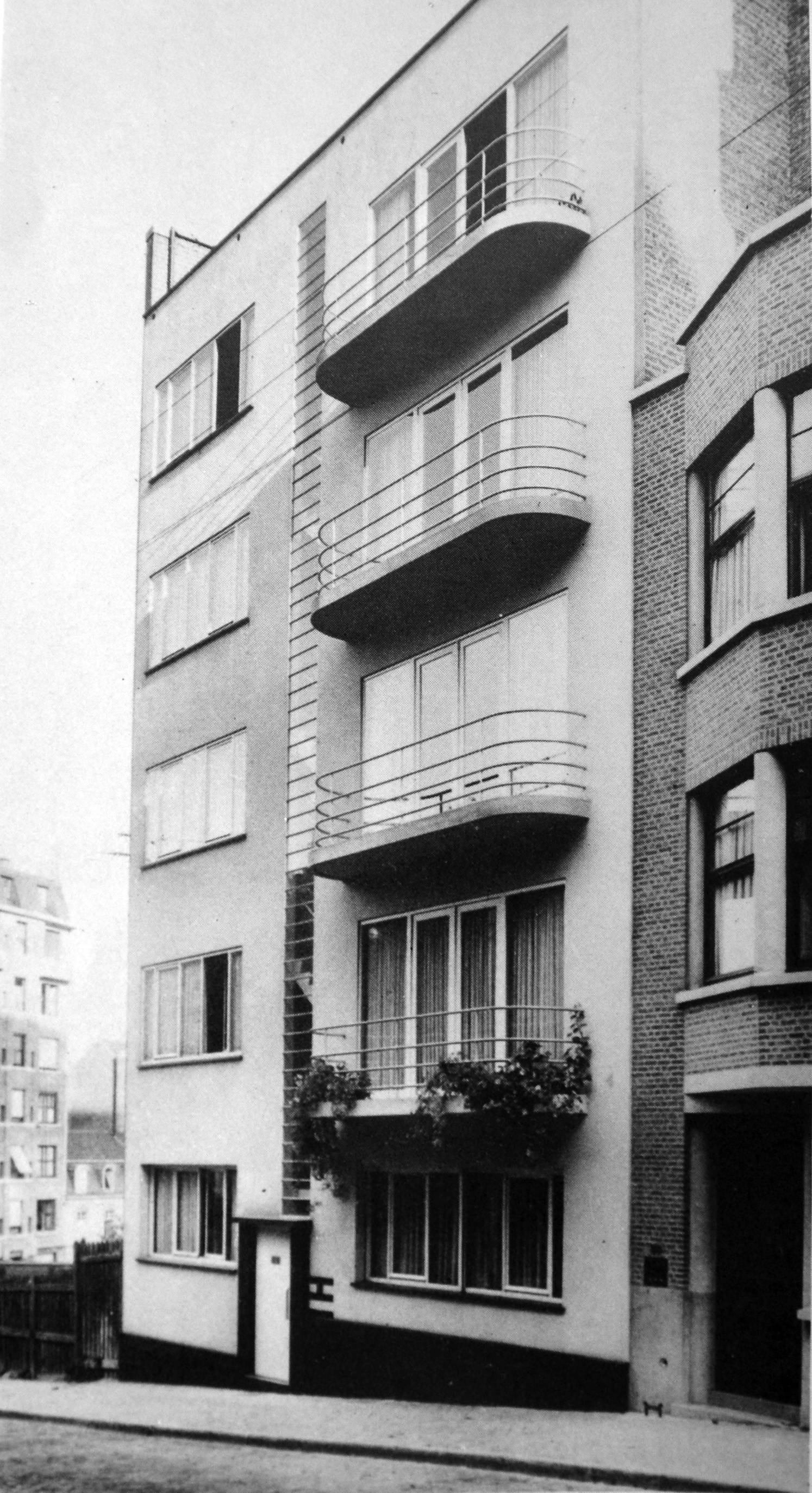
Immeuble de 5 appartements, rue de l'Ermitage, à Ixelles, Bruxelles, 1935

## Réalisations

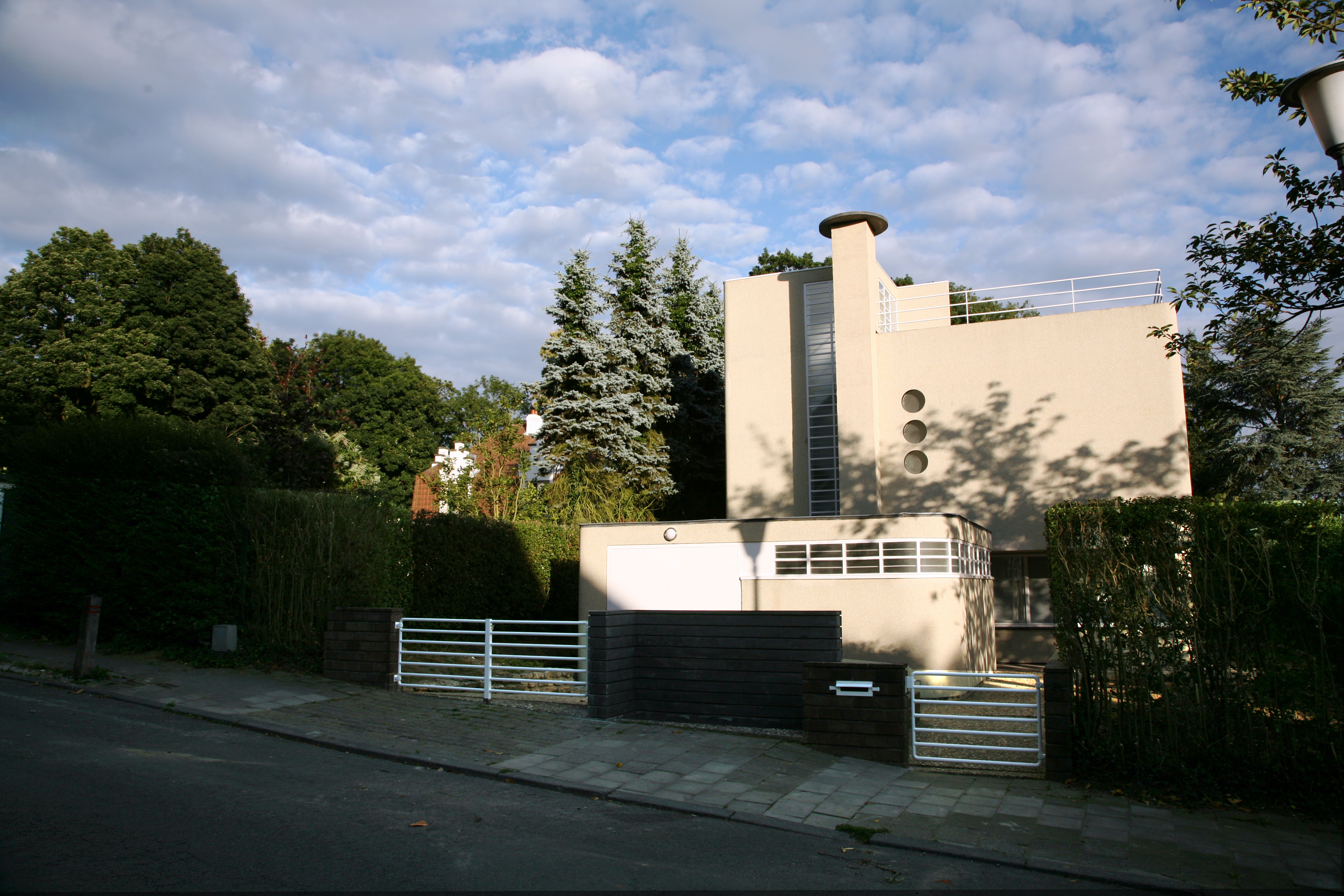
Habitation pour l'ingénieur Berteaux à Uccle, Bruxelles, 1937

- 1916 : Collaboration au bureau de l’architecte G. Charle aux projets du "Monument aux morts du Fort de Boncelles", d’achèvement du cinéma "Coliseum" et de transformation des cinémas "Pathé-Bourse" et Cinéac-Nord" ainsi que la rénovation du château "Charles-Albert".
- 1917 : Présentation d'une série d'aquarelles avec les peintres du "Cercle des 9" à la ferme St. Hubert. Direction du bureau d'architecture, des ateliers et des chantiers de la Société "La Pierre D.S." à Machelen.
- 1919 : Collaboration avec l'architecte Fd Petit, établissement de tous les documents nécessaires à l’achèvement architectural complet de l'aile gauche du "Château de Grand Bigard"dont la superstructure est réalisée par l'architecte P. Saintenoy.
- 1920 : Collaboration avec l'architecte Fd Petit, pour la réalisation du "Pavillon Vander Borght" à la foire Commerciale de Bruxelles en système préfabriqué "Cupis". Transformation du bâtiment, affecté antérieurement à la laiterie du Chateau de Val-Duchesse à Auderghem, en habitation privée. Présentation des châssis métalliques "Van Hamme" aux Foires Commerciales (1920,21 et 22).
- 1921 : Transformation en villa de la grange du château de Val-Duchesse à Auderghem.
- 1922 : Transformation pour le débit de vins d'Espagne "Le Perroquet", rue de la Reine à Bruxelles. Villa pour un médecin à Rhode-St. Genèse. Villa pour un cadre, av. de l'Escrime à Stockel. Transformation rue Berkendael à Forest. Pavillon "Geda" à la Foire commerciale de Bruxelles. Villa, Sentier Flamand au Zoute. Etudes pour une Cité-jardin à Dour. Ateliers pour la préfabrication d'éléments de toutes natures en béton ordinaire ou en pierre reconstituée et bâtiments d'usine pour la fabrication de la tuile silico-calcaire "Geda". Réalisation sur les plans-types imposés de 4 habitations H.B.M. au chantier expérimental de la S.N.H.L.M. à la Roue (Anderlecht).
- 1923 : Villa, Sentier Flamand au Zoute. Immeuble d'appartements bd Général Wahis à Schaerbeek. Participation à la cité-Jardin de la Roue (S.N.L.)
- 1924 : Transformation rue Tasson Snel à St. Gilles. Réalisation de son habitation personnelle et jardin av. Fond'Roy à Uccle. Plans de distribution destiné aux usines "Gorka".
- 1926 : Reconstruction d'un immeuble et création du jardin rue Crespel à Ixelles. Collaboration avec les architectes FL. Vlaes, De Braye et Portieltje à la réalisation d'un immeuble de 31 appartements, Van Rijswijcklaan à Anvers[4].
- 1930 : Présentation de la cuisine « Cubex », système fonctionnel de rangement à casiers standardisés lors du Congrès international d'architecture moderne (CIAM) de Bruxelles[5].

## Distinction
- 1936 : prix Van de Ven pour l’habitation du docteur Ley (1934)[6] ;
- 1937 : Grand Prix à l’exposition des Arts et des Techniques (Paris).

## Œuvres principales
- 1924, maison personnelle, avenue Fond'roy 105, 1180 Bruxelles. Proposée comme Maison Minimale lors du CIAM de Frankfurt, 1929. Transformée profondément par l'architecte en 1968.
- 1926, Maison Lenglet, avenue Fond'roy 103, 1180 Bruxelles. Prix Van de Ven en 1929, Publiée dans La Cite Nr9,1929; Stein-Holtz-Eisen, Frankfurt, Nr34,1929; Bauwarte, Coln, Nr33,1929; etc.
- 1929, Maison Haverbeke, avenue Brassine, Bruxelles. Première maison entièrement réalisée en voiles de béton armé.
- 1931, Villa Canneel, avenue I. Gerard, Bruxelles. Le Corbusier avait d'abord réalisé un premier projet pour le paysagiste Caneel en 1929. Ce projet refusé a été remplacé par celui de De Koninck. Cette maison, certainement la plus publiée des maisons modernistes belges, a été détruite en 1970.
- 1932, Maison Dotremont , rue de l'echevinage, Bruxelles. Un exemple très fin de l'architecture de De Koninck sous les contraintes d'une situation difficile (maison mitoyenne) et d'un client exigeant (un riche collectionneur).
- 1933, Maison mosane pour les Parents de L.H De Koninck, Godinne.
- 1934, Villa du Docteur Ley, avenue du Prince d'Orange, Bruxelles. Une application des principes constructifs de Le Corbusier.
- 1934, Villa Nisot, Rhode-St-Genèse.
- 1936, Atelier du sculpteur Puvrez, avenue du Prince d'Orange, Bruxelles.
- 1936, Groupe de 6 petites maisons, 5 appartements et un magasin, Square Coghen, Bruxelles.
- 1936, Résidence Fond'Roy, Avenue de Foestraets, Bruxelles.
- 1936, Villa Berteaux, avenue du Fort Jaco, Bruxelles. Exemple puissant de composition moderniste, marquant une évolution de son travail vers le style paquebot.

- 1937, Villa de Mr Nice, "Villa Paquebot", avenue de la Sapinière, Knokke Le Zoute.
- 1938, Maison de l'ingénieur Franck. avenue de l'Uruguay, Bruxelles.
- 1938, Maison Chambon. avenue Jacques Pastur, Bruxelles.
- 1949, Bungalows de mer pour Mr Gobert, Oostduinkerke.
- 1951, Villa "Les Acacias" pour Mr Berteaux, avenue des Hautes Dunes, Coxyde.
- 1965, Maison Gobert, avenue Fabiola, Sterrebeek.
- 1968, Immeuble de rapport pour W De Koninck, avenue Louise, Bruxelles. Immeuble de 8 étages aux principes constructifs étonnants.